# Liste des seigneurs de La Jaille
 (février 2023).
Ceci est une liste des seigneurs de La Jaille liés à Sammarçolles (actuel département de la Vienne).

## Premiers seigneurs

### Nicolas Coustureau
Nicolas Coustureau, intendant du duc de Montpensier et président en la chambre des comptes de Bretagne, avait acheté la seigneurie à Charles Clément en 1577.

### François Coustureau
Son fils, François Coustureau, maître ordinaire de la chambre des comptes de Bretagne, rend hommage pour la seigneurie de La Jaille le 3 août 1605. En 1619, Il vend la seigneurie de La Jaille à Mexme Galet.

### Mexme Galet
Le financier Mexme Galet achète la seigneurie en 1619, mais, à cause de ses dettes, en est exproprié en 1637 par décision du Châtelet de Paris.

### François de La Barre
Le 22 août 1637, la seigneurie est adjugée aux enchères à François de La Barre, marchand orfèvre de la Reine, pour la somme de 17.200 livres tournois.

## Famille de Borstel
Durant un siècle (1651-1746), la seigneurie de La Jaille est le fief patrimonial d’une famille d’origine allemande : les Borstel.

### Adolphe de Borstel
Adolphe de Borstel s’établit en France, sous Louis XIII, après avoir achevé des négociations diplomatiques au nom du Roi de Bohême. Il acquiert la seigneurie de La Jaille en 1651.

### Charlote de Farou
Veuve d'Adolphe de Borstel, elle administre la seigneurie au nom de son fils, Adolphe-Hardouin et meurt en 1705.

### Adolphe-Hardouin de Borstel
Il épouse Madeleine Tachereau de Linières, sœur du Père Linières (d) , confesseur de Louis XV.

### Gabriel de Borstel
L'un de ses fils, Gabriel, entame une carrière militaire et devient en 1729, lieutenant de l'artillerie au régiment de Champagne.
Fait Maréchal de camps et armées du Roi en 1744, il commande l'artillerie en Italie l'année suivante. Gabriel comte de Borstel, seigneur de La Jaille et de Saint-Marçolles, trouve la mort à la Bataille de Plaisance, le 23 juin 1746. Son nom est gravé sur une des seize stèles de marbre noir de la Galerie des Batailles du Château de Versailles où sont inscrits ceux de tous les officiers généraux tués en combattant pour la France depuis les premiers de la Monarchie française.